# Битка код Варне
Битка код Варне се одиграла 10. новембра 1444. године између османских снага предвођених Муратом II (1421—1451) и удружене крсташке војске коју су махом чиниле снаге Краљевина Угарске и Пољске предвођене Јаношем Хуњадијем и краљем Владиславом III Јагелом (краљ Пољске 1434—1444, краљ Угарске 1440—1444) и представља последњи велики покушај да се Османлије протерају са Балкана. Завршена је одлучном победом Османлија, а током борби су живот изгубили краљ Владислав и папски легат кардинал Јулијан Ћезарини. Сматра се да је једна од последица крсташког пораза био и коначни пад Цариграда 29. 5. 1453. године.
Битка је дошла као последица војних победа над Османлијама почетком четврте деценије XV века. Прво је одбрањен Београд 1440. године, потом је Хуњади 1441. и 1442. године остварио победе у Србији и Трансилванији, да би током 1443. и 1444. године у тзв. Дугој војни крсташи допрли до Софије сузбивши Османлије, што је довело до закључивања Сегединског мира (заснованог на преговорима из Хадријанопоља) у јулу 1444. године којим је склопљено примирје на десет година и обновљена је српска деспотовина на чијем челу се поново нашао деспот Ђурађ Бранковић (1427—1456). На инсистирање папе Евгенија IV (1431—1447) и његовог легата кардинала Ћезаринија, Владислав III и Хуњади су одбацили мировни уговор и покренули војску ка византијској Варни у којој је требало да се састану са млетачким бродовима који је требало да блокадом Дарданела и Босфора спрече османске снаге из Азије да пређу у Европу. Српски деспот није учествовао у новом походу задовољан обновом своје државе сматрајући да је Сегединским миром постигнут максимум против Османлија, док крсташи истовремено нису могли и да рачунају на део крсташких снага из претходног похода који се након склапања Сегединског мира вратио својим кућама у западној Европи. Истовремено је и морејски деспот Константин Драгаш (морејски деспот 1428—1449, царски регент 1423—1424. и 1437—1440, цар 1449—1453) прешао Коринтски земљоуз и започео продор ка централној Грчкој, а дошло је и до других антиосманских покрета на Балкану.
Међутим хришћанска флота није успела да спречи прелазак Муратових снага и око 60.000 Османлија је 10. 11. код Варне напало крсташку војску, коју су, према проценама, бројчано надмашивали око три пута. Без обзира на бројчану надмоћ Османлија, чињеницу да је скоро целокупна крсташка војска била састављена од коњаника оклопника и рану Ћезаринијеву погибију, крсташи су успешно започели битку и толико су сузбили Османске снаге да је битка чак и Мурату изгледала изгубљено и он се одлучио да напусти бојиште. Потиснуте су анадолијске трупе под вођством Караџа бега и румелијска коњица под вођством Шахбедин паше, тако да је на самом бојишту практично остао само султан са јаничарима. У тој фази борбе дошло је до преломног тренутка у коме је двадесетогодишњи краљ Владислав одлучио да се укључи у борбу, пошто је до тада по Хуњадијевој препоруци пасивно стајао у позадини, док је он потискивао крила османске војске. Он је са око 500 својих пољских витезова јурнуо ка османском центру, на коме се налазио Мурат који је практично кренуо да се повлачи, са циљем да зароби или убије самог султана. Током борби са јаничарима, краљ је оборен са коња и одрубљена му је глава, после чега је његове трупе захватила паника коју су искористили јаничари којима је у помоћ притекла и њихова коњица коју је Хуњади претходно потиснуо са бојишта. Сам Јанош је покушао да спасе краљево тело, али у томе није успео, после чега је окупио остатке трупа и са њима се повукао преко Дунава.
Последице битке по хришћанске државе на Балканском полуострву биле су поражавајуће. Хуњадија је на повратку у Угарску током проласка кроз Влашку заробио Влад II Дракул (прва владавина 1436—1442, друга владавина 1443—1447) због пљачкања која су током пута ка Варни његове трупе починиле по Влашкој. и пустио га је тек након што је добио висок откуп, а слична судбина ће Јаноша задесити и четири године касније када се после пораза на Косову буде повлачио кроз српску деспотовину. Владиславова погибија је поново отворила питање коме припада краљевска круна у Угарској и покренула сукоб са Фридрихом III (немачки краљ 1440—1493, свети римски цар 1452—1493) око Владислава V Посмрчета (1440—1457).Византијском цару Јовану VIII (савладар 1421—1425, цар 1425—1448), који је опремио две лађе за помоћ блокаде Босфора и Дарданела иако је био османски вазал, је после тешког пораза крсташа остало само да старом султану честита на великој победи, а сви успеси које је његов брат деспот Константин Драгаш постигао у Ахаји и Тесалији, анулирани су већ у зиму 1446. године рушењем Хексамилеона и пустошењем северног Пелопонеза.